# Darryn Hill
Darryn William Hill (* 11. August 1974 in Perth) ist ein ehemaliger australischer Bahnradsportler und zweifacher Weltmeister.
1991 und 1992 belegte Darryn Hill Podiumsplätze bei Junioren-Bahn-Weltmeisterschaften im Sprint und im 1000-Meter-Zeitfahren. 1994 wurde er im Sprint Dritter bei den Commonwealth Games sowie Zweiter bei den UCI-Bahn-Weltmeisterschaften in Palermo. 1995, in Bogotá, errang er den Weltmeistertitel im Sprint, ein Jahr später den im Teamsprint (mit Gary Neiwand und Shane Kelly).
1996, in Manchester, sowie 1997, in seiner Heimatstadt Perth, gelang es Hill nochmals jeweils Dritter im Sprint bei Bahn-Radweltmeisterschaften zu werden. Bei den Olympischen Spielen vor heimischen Publikum 2000 in Sydney errang er die Bronzemedaille im Teamsprint (mit Gary Neiwand und Sean Eadie), nachdem er schon bei den Spielen 1996 in Atlanta Fünfter im Sprint geworden war. 1998 gewann er den Sprint bei den Commonwealth Games.
1994 und 1995 erhielt Hill den „Hubert Opperman Award“ („Oppy Oscar“ genannt), benannt nach dem legendären australischen Radsport-Star Hubert Opperman, für die beste Leistung des Jahres im australischen Sport. 1995 wurde er Radsportler des Jahres in Australien.
Darryn Hill ist bekannt für sein aufbrausendes Temperament; er war mehrfach in Schlägereien verwickelt. Im Jahr 2000 attackierte er seinen Teamkollegen Ben Kersten während eines Trainings und wurde dafür vom australischen Radsportverband mit einer Geldstrafe belegt.